# 去甲西泮
去甲西泮是一种含氮有机化合物，化学式C
15H
11ClN
2O，属于一种苯二氮䓬类药物。